# 副島美咲
副島 美咲（そえじま みさき、1993年10月19日 - ）は、日本のタレント、モデル、グラビアアイドル。埼玉県出身。ミューズエンタープライズ所属。

## 来歴
- 小学5年生（2004年）の頃、叔母の勧めでオーディションに応募、宝映テレビプロダクション研究生として芸能界入り。在籍中にテレビ、映画、CMの出演を果たしている。
- 2008年9月に放送されたテレビ朝日「お試しかっ!」〜女子中学生人気No.1決定戦!〜では、お笑い芸人のゴー☆ジャスのコントを見て「素人が頑張って笑わせようとしてるみたい。」と毒舌コメントを披露。2ちゃんねる掲示板で一時話題となった。
- 高校1年生（2009年）の頃、宝映テレビプロダクション退団。同年にCamyuのスカウトを受け所属となる。
- Camyu所属と共にグラビア活動をスタート、2010年10月30日にFresh!撮影会にて撮影会デビュー。毎回1位2位を争うほどの人気であった。
- 2012年頃には4人組アイドルユニット「bu-ke」のメンバーとしても活動していた。
- 2014年10月24日、オフィシャルブログ「私の言うことききなさい」の更新休止を発表。11月には所属事務所「Camyu」を退社していたことが明らかになった。
- 2015年9月5日、新しくオフィシャルブログを開始。9月19日には10月18日の撮影会を最後にグラビア活動を一時休止すると発表した[1]。
- 2019年6月30日、西武園ゆうえんちで行われたプール撮影会にてグラビア活動を再開[2]。
- 2019年7月5日、自身のYouTubeチャンネルを開設する。
- 2019年9月1日より「ミューズエンタープライズ」に所属[3][4]。
- 2021年8月22日よりグラビアアイドルユニットKNU oNEWに青担当として加入[5][6]、同日開催された対バンライブ「GIRLS×GIRLS×GIRLS ~KNU oNEW お披露目Night!~」より活動を開始した[7][8]。
- 2022年12月13日のKNUoNEW present●●『IDOL GENERATION LIVE』にて2023年1月29日付でのKNUoNEW卒業を表明[9]、2023年1月29日の卒業公演を以てKNUoNEWを卒業した[10][11][12]。
- 2023年12月25日、Y3Kガールズユニット『MEMORI』に創設メンバーとして加入、 2024年3月9日デビュー[13]。

## 人物
- 元AKB48の名取稚菜とは中学生の頃からの幼なじみで仲が良く、舞台で共演をしたこともある。
- 2歳上の兄がいる[14]。
- 愛犬の名前は「らむ」。

### 小蜜
- 顔が壇蜜に似ており、「業界用語の基礎知識 壇蜜女学園」で共演した壇蜜から小蜜（こみつ）と命名された（但し、背丈は壇蜜より副島の方が高身長である）[15]。
- 小蜜と呼ばれるようになってからは壇蜜をまねて髪を腰まで伸ばし、手錠集めが趣味というドSキャラや、「65歳の男性と交際経験がある」[16]などの奔放発言でブレイクした。
- 2015年10月18日、髪を肩までバッサリ切った姿でグラビア活動休止前最後の撮影会に登場し、小蜜の異名と決別することを宣言。壇蜜に対して「あんなにあやかって、土下座したい気持ち」と謝罪した。「手錠マニア」「65歳と交際経験あり」などが設定されたキャラであり、無理をしていたことも告白した[17]。

## 出演

### テレビ番組
- カスペ!「失恋歌合戦」品川庄司篇（フジテレビジョン） - 友達 役
- カスペ!「今、日本がおかしい!!子供を守れ!お母さんが学校に“教育再生”直談判SP」
- カスペ!「現役教師1000人大告白SP〜これが今どきの学校だ!!〜」
- たけしの日本教育白書2007（2007年、フジテレビ）
- お試しかっ!（2008年9月8日、テレビ朝日）
- ひるおび!（2011年、TBS） - アシスタント
- 結局!確率な〜のだ（2011年、テレビ東京） - アシスタントガール
- 魔女達の22時 大場久美子篇（2011年、日本テレビ） - 本人 役
- 全力坂（テレビ朝日）
- 業界用語の基礎知識 壇蜜女学園（2013年2月19日 - 3月26日、5いっしょ3ちゃんねる・ひかりTV共同制作） - レギュラー
- 有吉反省会（2013年5月5日、日本テレビ）
- 日10☆演芸パレード（2013年5月19日、TBS）
- スッキリ!!「エンタメまるごとクイズッス」（日本テレビ）
- 原口あきまさの今がぱちドキ！（2013年10月9日、TOKYOMX）
- アイドル☆ピット シーズン2・3（2013年10月1日 - 、エンタメ〜テレ）
- ダウンタウンDX（2013年10月17日、読売テレビ）
- 最強！！ものまね紅白！（2013年10月29日、フジテレビ）
- P-1パチとも倶楽部（2013年10月30日、テレビ大阪）
- P-1パチとも倶楽部（2013年11月5日、奈良テレビ）
- 銀玉打闘会（2013年11月8、11月15日、テレビ神奈川）
- ブラックミリオン（2013年、テレビ東京）
- サンデージャポン（TBS）
- 今夜もドル箱V（2013年、テレビ東京）
- 今夜もドル箱Vお正月スペシャル（2014年1月1日、テレビ東京）
- 新春恒例痛快パチンコ天国（2014年1月3日、奈良テレビ）
- 有田のヤラシイハナシ（2014年1月17日、TBS）
- ものまね紅白歌合戦 最強！春の新ネタ祭り（2014年4月13日、フジテレビ）
- ロンドンハーツ3時間SP（2014年4月15日、テレビ朝日） - マジックメール：とろサーモン久保田
- リア10〜最新トレンド乱キング〜（2014年5月4日 - 、TBS） - レギュラー
- 出没！アド街ック天国（2021年1月30日、テレビ東京）

### ウェブテレビ
- 360°まる見え! VRアイドル水泳大会（2019年9月13日、フジテレビオンデマンド）[18]
- 島田秀平の心霊フォトグラ怖（Amazonプライム）

### テレビドラマ
- 金曜プレステージ 千の風になってドラマスペシャル「死ぬんじゃない!〜実録ドラマ・宮本警部が遺したもの〜」（2008年2月15日・16日、フジテレビ） - 中学生 役
- ST 警視庁科学特捜班（2013年4月10日、日本テレビ） - 上原舞子 役
- ビター・ブラッド〜最悪で最強の親子刑事〜 第7話（2014年5月27日、フジテレビ） - ユナ 役
- 匿名探偵 第2期 第2話（2014年7月11日、テレビ朝日）- 謎の女 役
- 連続テレビ小説 あまちゃん 第106話（2013年8月1日、NHK総合、BSプレミアム）- 袋とじ

### CM
- ファンタ
- カラオケBANBAN - BANBANガールズ
- 日本HPパソコン（店頭CM）
- サントリー烏龍茶 〜焼肉甲子園〜

### 映画
- ビタミン愛 - 相田咲 役
- 青い鳥 - 生徒会 役
- いっツー THE MOVIE（2014年8月2日公開、ヤングチャンピオン連載、原作：岡田和人） - 主演：神ユイ 役
- いっツー THE MOVIE 2（2014年8月9日公開、ヤングチャンピオン連載、原作：岡田和人） - 主演：神ユイ 役
- 優しさと泪と - 主演：澪 役
- 教科書にないッ！5（2019年、日本出版販売） - 椎名あおい 役[19]
- 教科書にないッ！6（2019年、日本出版販売） - 椎名あおい 役[20]

### 舞台
- CONSOLE BOYS AND GIRLS - 佐世保歩 役
- DEAD LINE - イリア 役
- 劇団女神座第9回公演「DANGEROUS CUTIE」（2011年1月28日 - 30日、高田馬場ラビネスト） - 城戸小百合 役
- 汐留グラビア甲子園（日テレAX） - 準決勝進出
- W-speak 第1回公演「笑劇乙女」（シアターKASSAI） - 斎藤メイ 役
- W-speak 第2回公演「笑劇コスメ」（シアターKASSAI） - 日高静香 役
- 別世界カンパニー公演「アポフィス〜人類滅亡への序曲〜」（タイニィアリス） - 天観希空 役
- 朗読パンダ 第4回公演「QUATTRO CLOVER」（2017年2月9日 - 12日、築地本願寺ブディストホール）
- 朗読パンダ 第5回公演「Talking&Square」（2017年10月5日 - 8日、シアターグリーンBIGTREETHEATER）
- サトラレ〜西山幸夫の場合〜（2018年2月28日 - 3月4日、ALTA THEATER） - 西山光 役
- ドリームレスキュー・言うことナース！～エピソードゼロだけどぉ～（2018年7月5日 - 8日、新宿村LIVE） - 獏モモコ 役
- 従軍看護婦〜女たちの戦場〜（2018年8月7日 - 12日、シアターグリーンBIGTREETHEATER、特別協力：日本赤十字社） - 本田清子 役
- 道頓堀ガールズシアター ハニカミ！妄想バンザイ！（2018年8月22日 - 26日、道頓堀ZAZABox） - うさぎ 役（ゲスト出演）
- 渋谷ニコルソンズ「こちらトゥルーロマンス株式会社」（2018年9月13日 - 17日、in→dependent theatre 2nd） - 山根 役
- 朗読パンダ 第6回公演「Reading Revolution」（2018年10月4日 - 8日、シアターグリーンBIGTREETHEATER） - 鮎沢 役
- FINAL GIRL vol.01（2018年10月19日 - 21日、新中野ワニズホール）
- THE GOEMON〜episode 0〜（2019年3月27日 - 29日、座・高円寺2） - 水瀬薫 役
- WITHYOU主催「ヤンキャバウォーズ」（2019年7月18日 - 21日、新宿シアターモリエール） - 白鳥麗奈 役
- THE Sailor Tokyo Bay 東京湾はエンタテインメント♪（2019年10月1日 - 6日、シアターグリーンBIGTREETHEATER、特別協賛：日本内航海運組合総連合会） - W主演：キャプテン 役
- SFIDA ENTERTAINMENT「愛はお金で買えますか？～クリスマス争奪戦～」（2019年12月10日 - 15日、劇場HOPE）- 青山ひなこ 役
- 劇団バルスキッチン「どぎまぎメモリアル」(2020年3月4日 - 8日、バルスタジオ、作：前野祥希、演出：浮谷泰史) - 野原恵子 役
- クリエイティブユニット【ソフトボイルド】旗揚げ公演『タンブル・アンヘルズ』(2021年2月18日 - 21日、シアターグリーン BOX in BOX THEATER) - アーシー 役
- 「未来の君へ」SFIDA ENTERTAINMENT＆STELLA WORKS共同プロデュース公演vol.1（2021年4月7日 - 11日、中野ザ・ポケット） - 栞 役
- クリエイティブユニット【ソフトボイルド】Theater-2『ミッション・イン東京物語』（2021年6月23日 - 27日、CBGKシブゲキ!!） - 楽園蜜柑 役
- TOMOIKEプロデュース「ヤミイチ」（2022年2月23日 - 27日、シアター711） - 千尋 役
- monkeyworks.vol.10「アビリティイレブン」（2023年5月31日 - 6月4日、シアターサンモール）- 池田なな 役
- 朗読パンダ新作公演「Don't go out of fashion」（2023年4月14日 - 15日、シアターアルファ東京）
- ミューズ企画「1度だけでも」（2023年8月4日 - 6日、代々木ミューズホール）- 主演：彩夢 役
- ぶたのちょきんばこ第4回公演「風間四兄弟妹」（2023年9月27日 - 10月1日、テアトルBONBON）- 陽子 役

### VP
- 政府インターネットテレビ「食育のおはなし〜食育はみんなが主人公〜」（政府広報オンライン） - 爽千秋 役

### 雑誌
- HOT PEPPER
- ニコンD600マニュアル
- フォトテクニックデジタル（玄光社）
- FLASH 〜街中で「壇蜜!?」と間違われる"小蜜"副島美咲クンは本家も驚く妖艶さ"壇蜜"噂の激似19歳を瓜二つ撮（2013年4月16日、光文社）
- FLASH 〜“壇蜜激似19歳”副島美咲「小蜜」が禁断露出〜（2013年5月13日、光文社）
- 週刊SPA! 〜小蜜が再現！恥じらいエロス考現学〜（2013年6月11日、扶桑社）
- 週刊プレイボーイ（講談社）
- 週刊アサヒ芸能（2013年9月3日、徳間書店） - 表紙
- ヤングチャンピオン（秋田書店）
- 週刊実話（日本ジャーナル出版）

### モデル
- e-school Life 2009「'09 School Uniform Collection」（東京国際フォーラム/D7）
- Amebaアプリ「東京ガールズスナップ」
- 医療広告
- Rose Girls Festival（2014年11月15日）
- 高麗（広告イメージモデル）

### ラジオ
- 心霊夜話〜ガチで怖い○○〜（2011年1月、k'z station） - ゲスト出演
- DMM.com「笑劇乙女」、「笑劇コスメ」
- レインボータウンFM「松下唯と成瀬理沙の発信しちゃおっ☆」 - ゲスト出演
- J-WAVE「RADIPEDIA」
- FMうらやす「石田竜也のトークバトル」 - ゲスト出演
- 渋谷クロスFM「KNUoNEWのお乳なキモチ」- レギュラー

### イベント
- 劇団女神座「デンジャラス畑とキューティーとドイツ。」（2010年11月23日）
- 劇団女神座「劇団女神座×演劇機動隊アポロン合同クリスマスパーティ クリスマス畑と紅白とサンタ。」 （2010年12月23日）
- バラエティトークイベント「ハコニワvol.9」（2011年7月31日、御茶ノ水ケーズ、MC：友池さん）
- W-speak関連
- 東京ゲームショウ2014
- avex beach paradise powered by UULA（2013年7月）
- V/H/Sシンドローム・V/H/Sシンドロームネクストレベル - 宣伝クイーン
- 中国ドラマ「曹操」のBlu-ray&DVDリリース記念イベント（2013年9月5日）
- 開設60周年記念競走 福岡チャンピオンカップ（2013年11月）
- 東京湾大感謝祭「THE Sailor Tokyo Bay 東京湾はエンタテインメント♪」（2019年10月26日 - 27日、特別協賛：日本内航海運組合総連合会）
- ニコニコ超会議2022「超ニコ四駆2022」 - アシスタントMC
- ニコニコ超会議2023「超ニコ四駆2023」 - アシスタントMC

### 書籍
- 東スポ芸能Web 小蜜の筆おろし - 連載